# Henryk Kuna

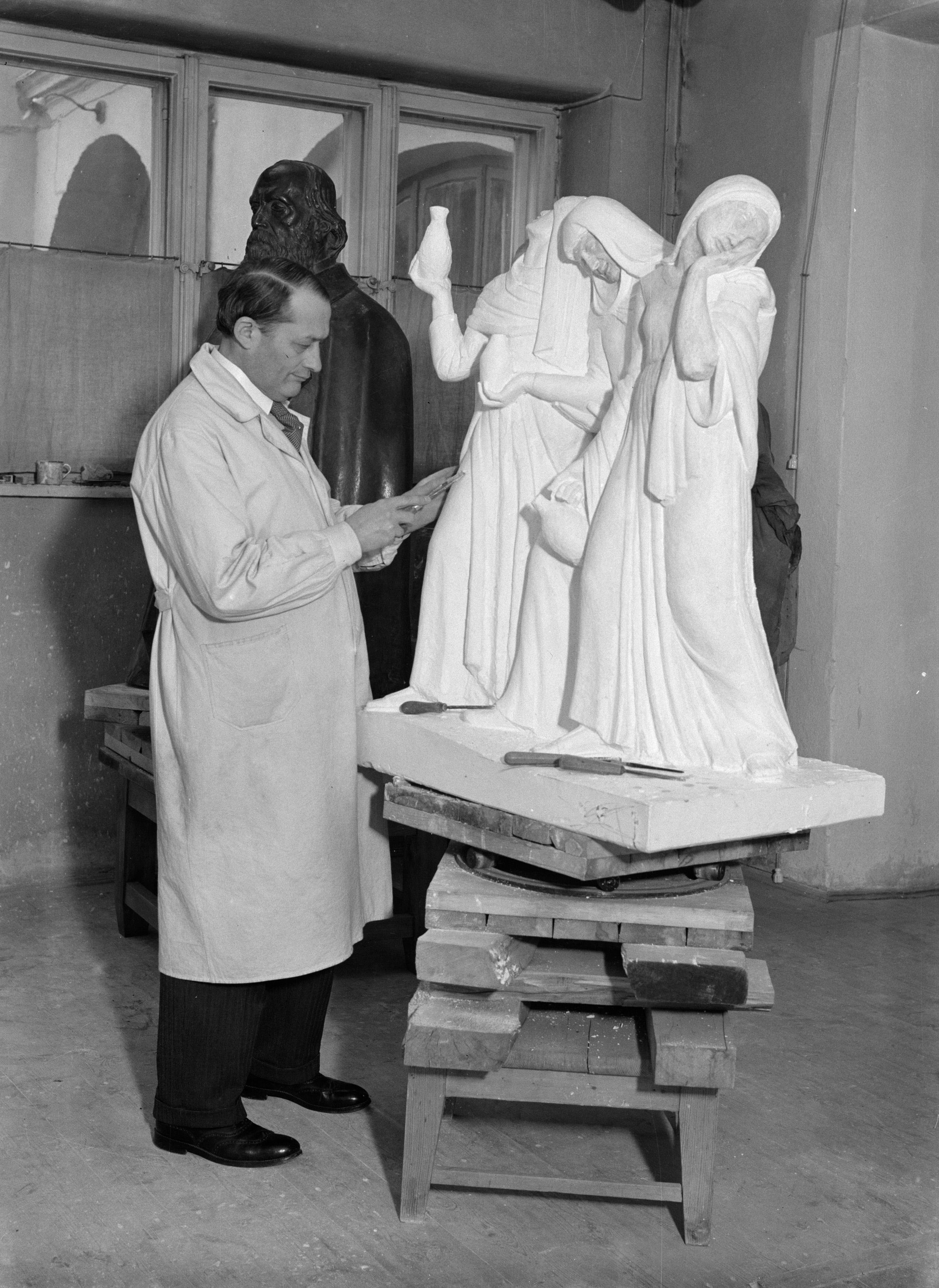
Henryk Kuna w swojej pracowni przy rzeźbie Trzy Marie, 1934

Henryk Kuna (ur. 6 listopada 1879 w Warszawie, zm. 17 grudnia 1945 w Toruniu) – polski rzeźbiarz żydowskiego pochodzenia, malarz, nauczyciel akademicki, w latach 1932–1939 profesor Wydziału Sztuk Pięknych Uniwersytetu Stefana Batorego w Wilnie, członek założyciel Stowarzyszenia Artystów Polskich „Rytm” (1921).

## Życiorys
Syn Adama i Leonii z Bywalskich. Początkowo kształcił się na rabina w Grójcu i Ciechanowie. Około 1900 rozpoczął naukę rzeźby w Akademii Sztuk Pięknych w Warszawie w pracowni Piusa Welońskiego, a następnie w Akademii Sztuk Pięknych w Krakowie pod kierunkiem Konstantego Laszczki.
W 1912 ożenił się z aktorką Stefanią Ewą Krauze (1889–1963) i w związku z tym przyjął chrzest.
Był jednym z założycieli i członków nieformalnego Stowarzyszenia Artystów Polskich Rytm, które istniało w latach 1922–1932.
Wziął udział w paryskiej wystawie art déco w 1925.
Jedna z jego rzeźb – Rytm, z cyklu powstającego na przestrzeni kilku lat, datowana na 1925, a odsłonięta w 1929, znajduje się w parku Skaryszewskim w Warszawie. W 1938 w parku Praskim odsłonięto pomnik Elizy Orzeszkowej jego autorstwa.
W 1931 wygrał kolejny (piąty już od 1925) konkurs na pomnik Adama Mickiewicza w Wilnie. Według koncepcji Kuny, pomnik poety w szacie pielgrzyma, stał na cokole nawiązującym do figury Światowida, którego ściany zdobić miały płaskorzeźby ze scenami z Dziadów. Podobnie jak poprzednie koncepcje, projekt Kuny wzbudził kontrowersje (krytykował go m.in. Konstanty Ildefons Gałczyński), jednak był on realizowany. Prace przerwał wybuch II wojny światowej, którą przetrwało tylko 7 płaskorzeźb. W 1996 sześć z nich umieszczono obok pomnika Mickiewicza autorstwa Gediminasa Jokubonisa z 1984. Siódma płyta znalazła się początkowo w Muzeum Narodowym w Warszawie, a od 1995 jest ustawiona w parku w Radziejowicach.
W Rzymie przy Viale Maresciallo Pilsudski odsłonięto 19 grudnia 1937 popiersie marszałka Piłsudskiego autorstwa Henryka Kuny.
Od 1936 profesor rzeźby na Uniwersytecie Stefana Batorego w Wilnie. Przeżył II wojnę światową ukrywając się po „aryjskiej” stronie, m.in. w budynku SBM „Nowe Domostwo” przy ul. Czerwonego Krzyża 21/23 (obecnie ul. Jaracza 3). W 1945 został mianowany profesorem rzeźby na Uniwersytecie Mikołaja Kopernika w Toruniu, ale zmarł przed objęciem stanowiska. Został pochowany na cmentarzu przy ul. Św. Jerzego w Toruniu, w 1951 ekshumowany i złożony na cmentarzu Stare Powązki w Warszawie (kwatera aleja zasłużonych-1-49).
Jest jednym z bohaterów powieści Jana Parandowskiego Księżyc nad Świdrem.

## Twórczość
Na początku swojej drogi twórczej Kuna nawiązywał do sztuki Auguste’a Rodina, podobnie jak jego nauczyciel Konstanty Laszczka. Z tego okresu pochodzi rzeźba Irydion (1906) cechująca się szkicowością i bogatą fakturą. W latach 20. zrezygnował z impresjonistycznej stylistyki i pod wpływem Aristide Maillola i podobnych artystów zbliżył się do nurtu nowego klasycyzmu. Zaczął czerpać ze sztuki dawnej operując dużymi gładkimi powierzchniami i dbając o klarowność kompozycji. W tym czasie zaangażował się w działalność stowarzyszenia „Rytm”. W latach 30. zajmował się głównie rzeźbą portretową i monumentalną (pomnik Adama Mickiewicza). W czasie wojny tworzył akwarele, często o tematyce martyrologicznej.

## Odznaczenia
- Krzyż Oficerski Orderu Odrodzenia Polski (8 listopada 1930)[7],
- Złoty Wawrzyn Akademicki (5 listopada 1935)[8],
- Krzyż Kawalerski Orderu Legii Honorowej (Francja, 1925).

## Galeria

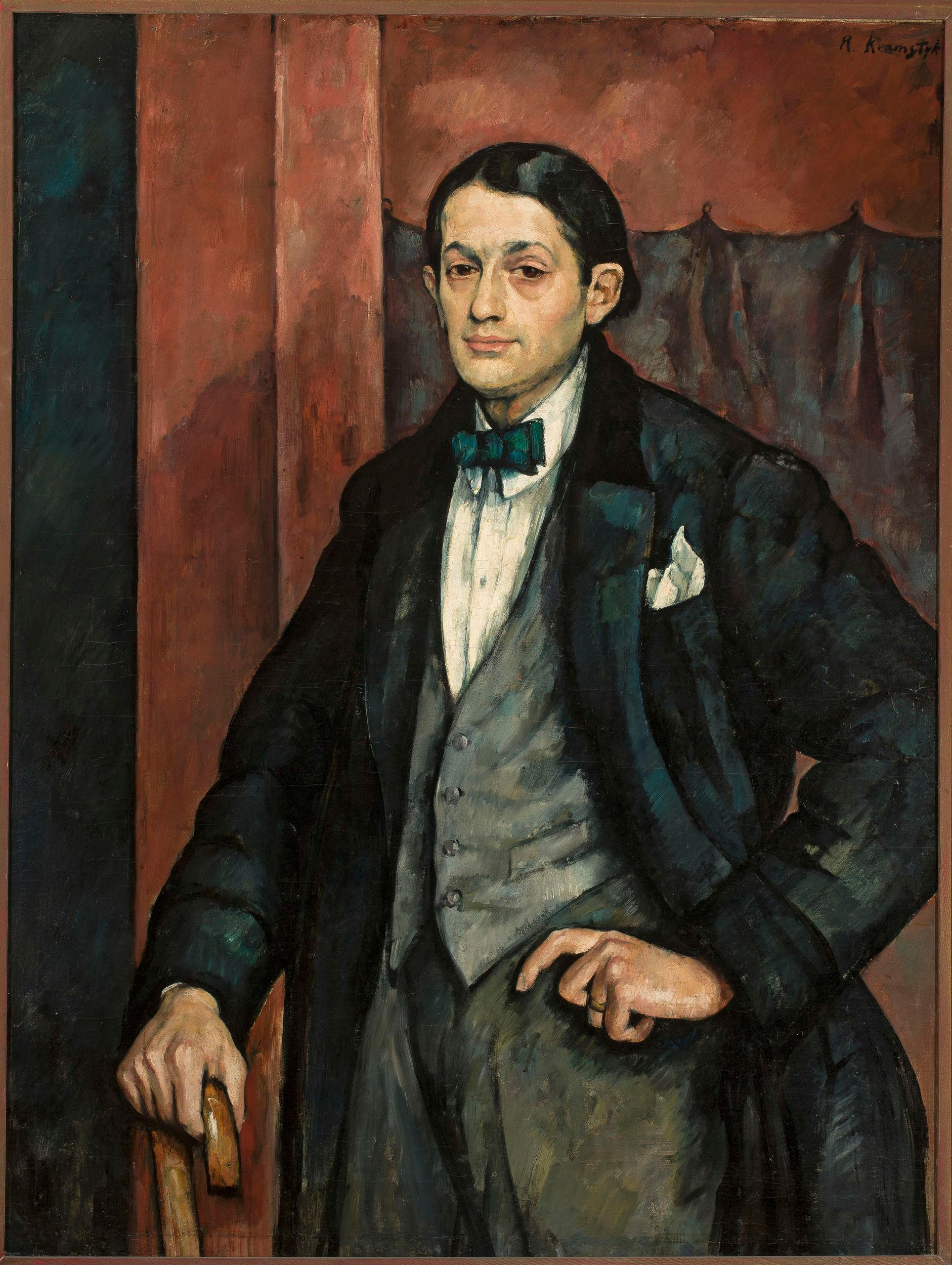
Portret Henryka Kuny pędzla Romana Kramsztyka (ok. 1917)
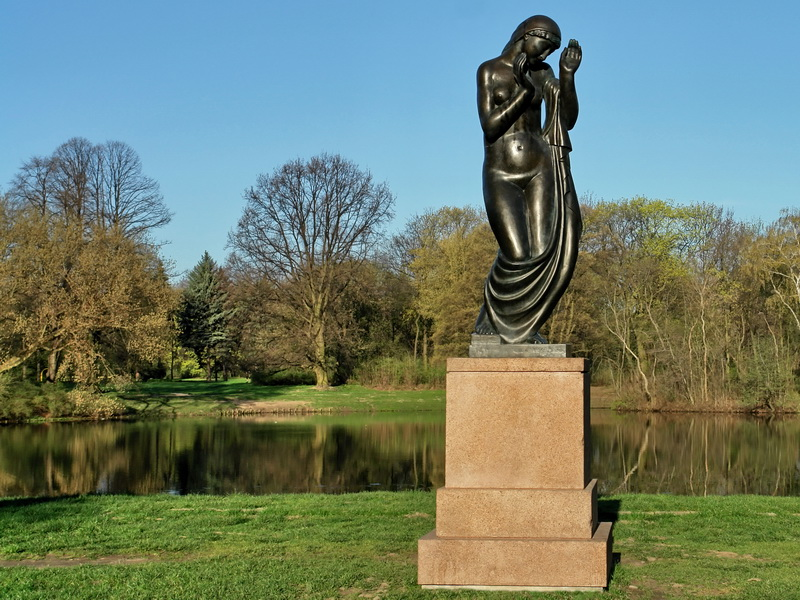
Rzeźba Rytm (1925) w parku Skaryszewskim w Warszawie
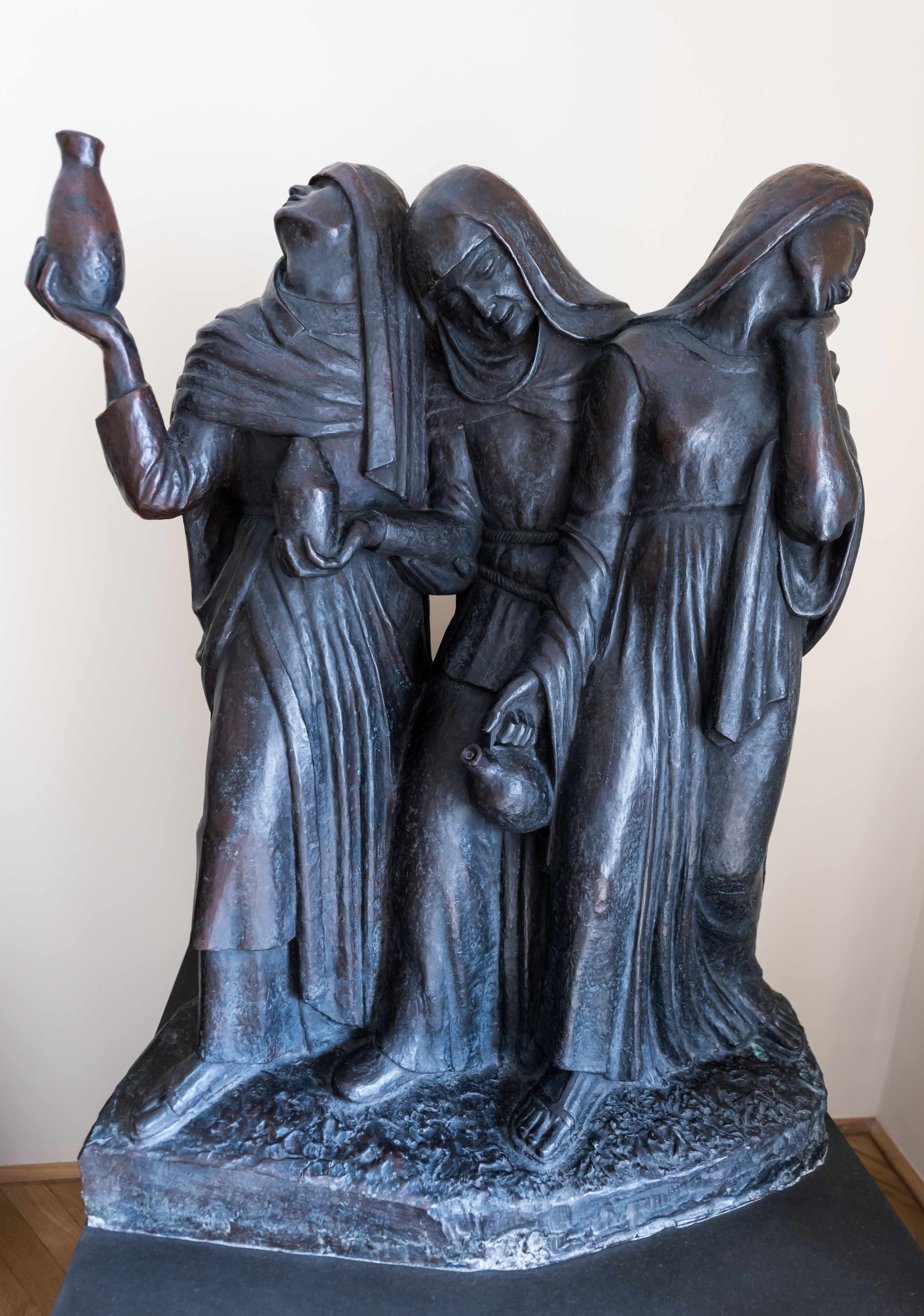
Rzeźba Trzy Marie w Galerii Rzeźby Polskiej w Starej Oranżerii w Łazienkach Królewskich w Warszawie
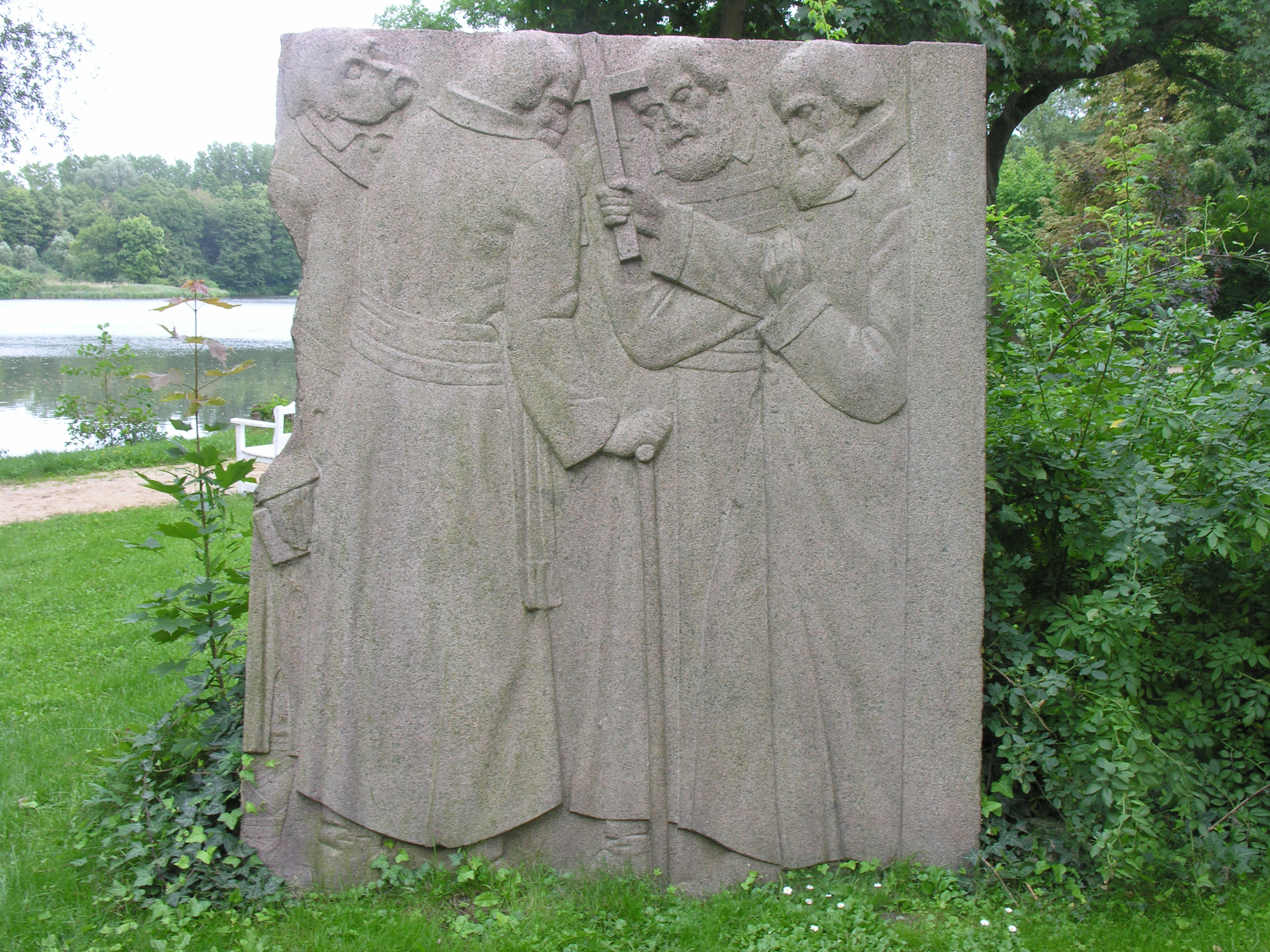
Fragment niezrealizowanego pomnika Mickiewicza w parku pałacowym w Radziejowicach
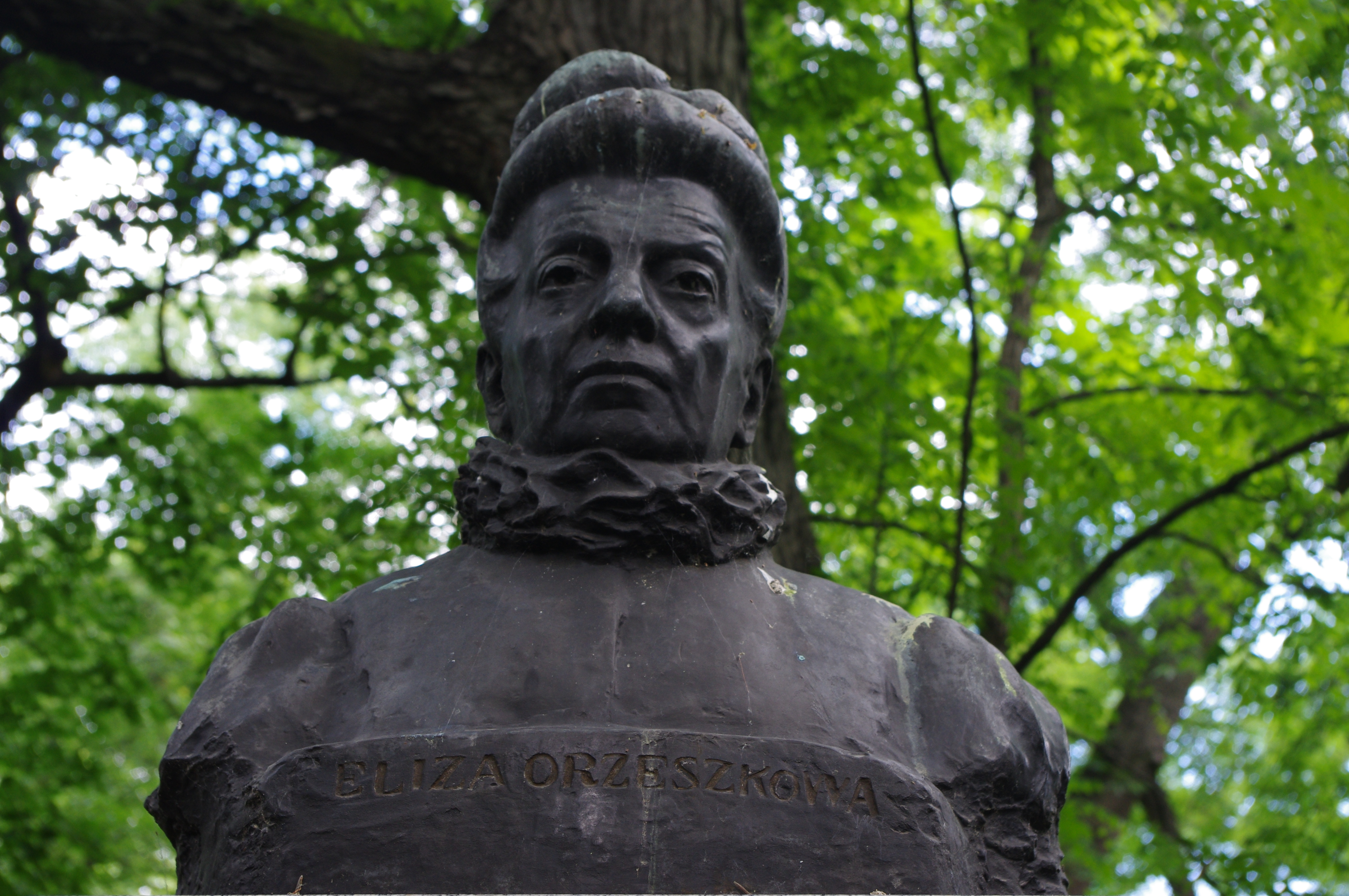
Popiersie Elizy Orzeszkowej w parku Praskim w Warszawie